# 50.ª Ala Espacial
La 50.ª Ala Espacial es un ala de la Fuerza Aérea de Estados Unidos perteneciente a la 14.ª Fuerza Aérea del Mando Espacial de la Fuerza Aérea. Esta unidad fue creada como 50.ª Ala de Cazas el 16 de mayo de 1949, como parte de la Reserva de la Fuerza Aérea y su misión fue de combate y bombardeo, hasta el 30 de enero de 1992 en la que se convirtió desde la 50.ª Ala de Cazas a la 50.ª Ala Espacial, remplazando a la 2.ª Ala Espacial que fue desactivada ese mismo día.

## Misión
El cuartel de la unidad es la Base aérea Schriever, localizada al este de Colorado Spring, Colorado. La principal responsabilidad de la unidad es de controlar y mantener el control, sobre 
la navegación, peligros y comunicación de los satélites del Mando Espacial de la Fuerza Aérea. La 50.ª Ala Espacial también maneja un Sistema de posicionamiento global (GPS).
Las tareas típicas de vigilancia por satélite, como el seguimiento y telemetría son parte principal de su misión, y para esto, que emplean a más de 4 000 personas (contratistas, militares y civiles del Departamento de Defensa).
La 50.ª Ala Espacial maneja las áreas del espacio, el ciberespacio y capacidades expedicionarias que operan en el campo de combate global que apoye a los objetivos de la seguridad nacional. Opera y apoya los programas de satélites, incluido el Sistema de Posicionamiento Global, el Sistema de Defensa de comunicaciones por satélite, banda ancha global SATCOM, Milstar, frecuencia avanzada extremadamente alta, vigilancia espacial basada en el espacio, los satélites tácticos-3, Seguimiento de espacio y sistema de vigilancia por satélite de tecnología avanzada de reducción de riesgos y la red mundial de control satelital de la Fuerza Aérea de Estados Unidos.
La unidad también cuenta con centros de operaciones de satélites en la base Schriever y estaciones de seguimiento remoto y centros de Comando y Control en todo el mundo. Estas instalaciones monitorean satélites durante el lanzamiento, ponen los satélites en sus órbitas después del lanzamiento, mantienen los satélites mientras están en órbita, los mantienen funcionando adecuadamente y se encargan de deshacerse de los satélites al final de su vida útil.

## Componentes
Esta ala se compone de tres grupos:
- 50.º Grupo de Operaciones (50th OG)

Opera los satélites del departamento de defensa, entrena la tripulación de operaciones espaciales y provee apoyo y evaluación a los centros de mantenimientos de satélites y centros de operaciones en tierra. Este grupo es está compuesto por cinco escuadrones activos, dos de reserva y un escuadrón de la Guardia Nacional Aérea.
- 50.º Grupo de Operaciones en Red (50th NOG)

Comanda y controla la Red de Control de Satélites de la Fuerza Aérea, maneja y ejecuta el mantenimiento de las actividades del ala y provee soporte de comunicaciones-computacionales para las operaciones espaciales o cualquier otra operación del Departamento de Defensa, también operaciones comerciales o de carácter de seguridad nacional. Este grupo está compuesto de cuatro escuadrones, seis destacamentos y una oficina de manejo de programas.
- 50.º Grupo de Apoyo a la Misión (50th MSG)

Provee apoyo en seguridad, ingeniería civil, defensa armada, contratistas, y apoyo de fuerza y logística siempre lista a la base de Schriever. Este grupo está compuesto de cuatro escuadrones y una base siempre en vuelo que apoya las otras alas alrededor del mundo.
Unidades de la 50.ª Ala Espacial geográficamente separadas de la base:
- 21.º Escuadrón de Operaciones Espaciales, Base Aérea de Onizuka, California
- 22.º Escuadrón de Operaciones Espaciales, Base Aérea de Schriever, Colorado

22 EOPE Det. 1	Vandenberg, California
22 EOPE Det. 2	Diego García, Territorio Británico en el Océano Índico
22 EOPE Det. 3	Thule, Groenlandia
22 EOPE Det. 4	Waianae, Hawái
22 EOPE Det. 5	Andersen, Guam
22 EOPE OL-AE	 Oakhanger, Inglaterra
- 23.º Escuadrón de Operaciones Espaciales, Base Aérea de New Boston, New York

## Historia

### Fundación

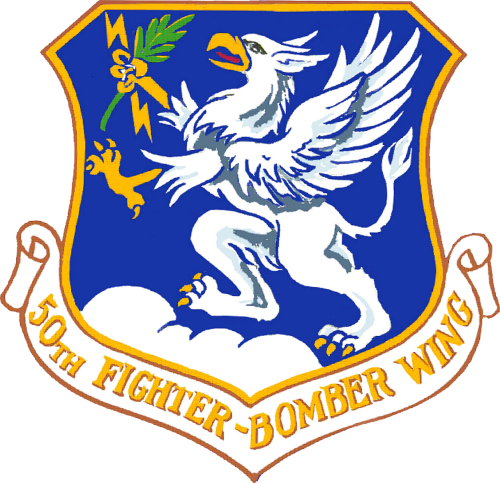
Emblema de la 50.ª Ala de Cazas-Bombarderos.

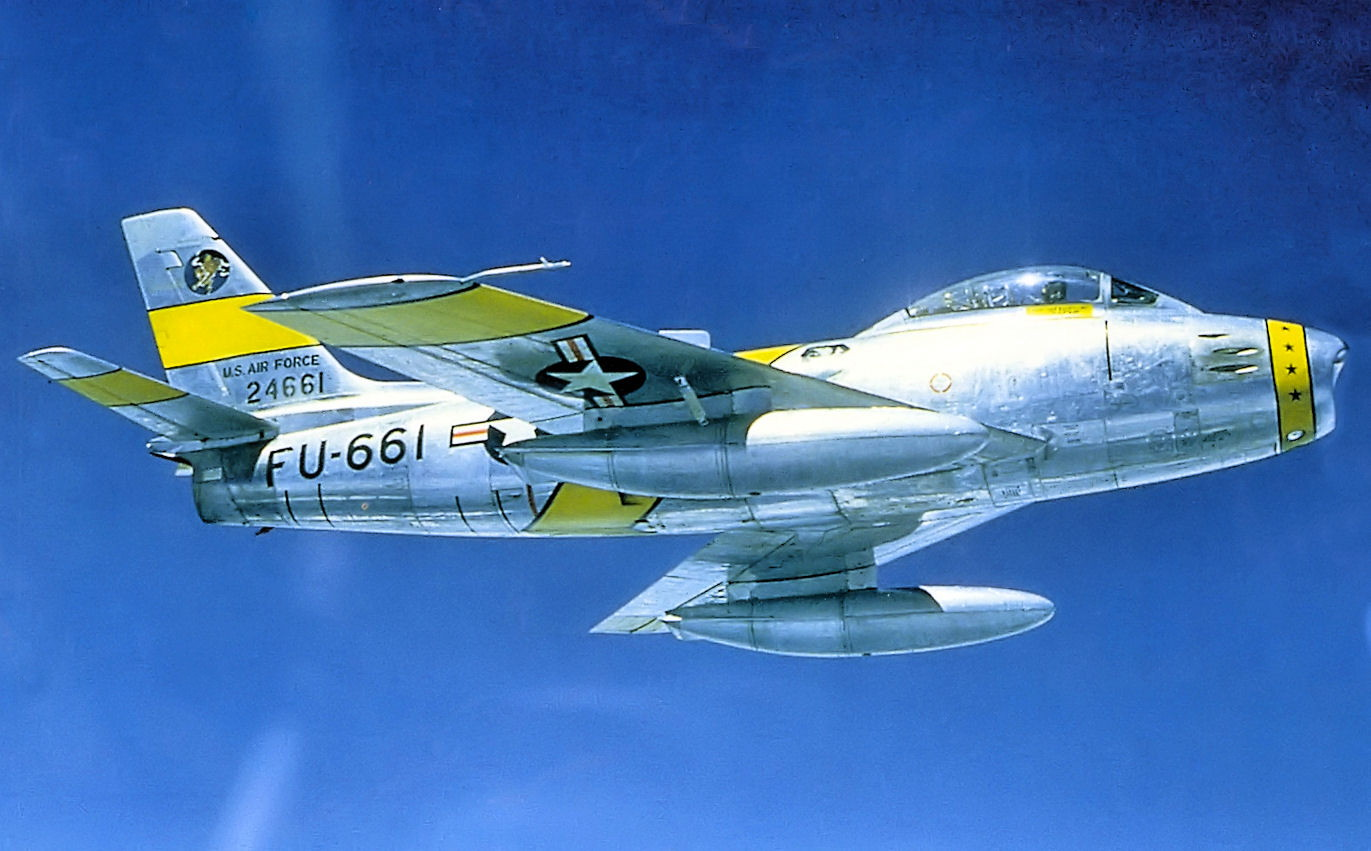
North American F-86F Sabre, serial 52-4661, de la 81.º Ala de Cazas-Bombarderos en vuelo el 10 de agosto de 1953, durante la operación Fox Able 20, donde se trasladó la 50.ª Ala de Cazas-Bombarderos desde Estados Unidos hacia la base aérea de Hahn, Alemania Occidental.

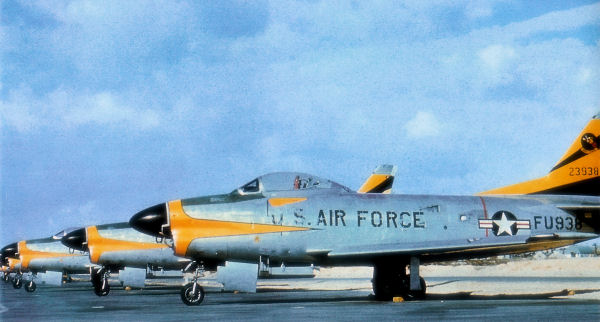
North American F-86D-45-NA Sabres del 496.º Escuadrón Caza-Interceptor. Serial 52-3938. Después de recibir los F-102 en 1959, estas aeronaves fueron transferidas a la Fuerza Aérea de Autodefensa de Japón.

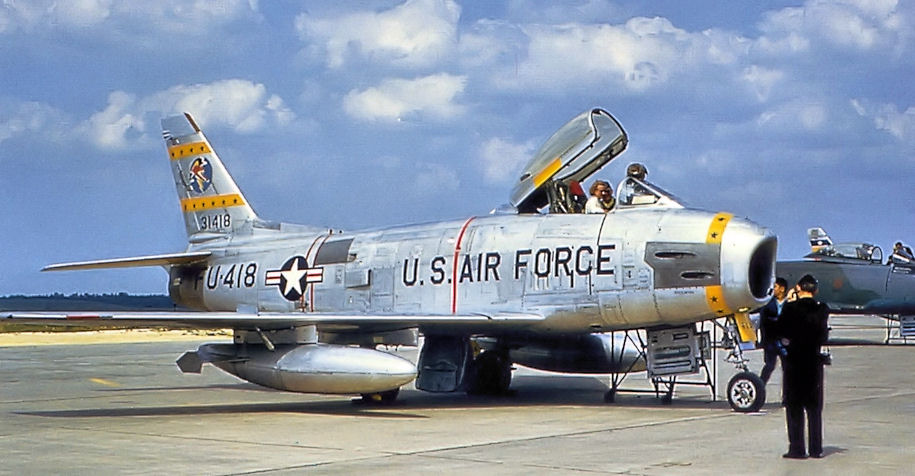
F-86H serial 53-1418 de la 81.º Ala de Cazas-Bombarderos, llegando a la base aérea de Toul-Rosières en Francia, verano de 1956.

La 50.ª Ala de Cazas se creó el 16 de mayo de 1949, como parte de la Reserva de la Fuerza Aérea post-Segunda Guerra Mundial, el 1 de junio de 1949. El ala se formó en la Base Aérea Otis, Massachusetts, el 50.º Grupo de Cazas fue asignado a la 50.ª Ala de Cazas bajo el plan de organización de Hobson.
Entrenó en la reserva entre junio de 1949 y junio de 1951, siendo un corolario de la 33.ª Ala de Combate activa en el Mando de Defensa Aérea. El ala se le ordenó pasar a servicio activo el 1 de junio de 1951, debido a la guerra de Corea, y su personal y equipo fueron reasignados como reemplazos para las unidades en servicio activo. La 50.ª Ala de Cazas pasó a estar inactiva al día siguiente, 2 de junio de 1951.
El 1 de enero de 1953, la 50.ª Ala de Cazas-Bombarderos fue reactivada como parte del Comando Aéreo Táctico en servicio activo. El grupo se reactivó después de Secretario de Estado John Foster Dulles prometiera proporcionar a la OTAN con cuatro alas de combate táctico adicionales para aumentar su defensa contra la Unión Soviética debido al inicio de la Guerra Fría. El 50.º Grupo de Caza-Interceptor se activó como la 50.º Grupo de Cazas-Bombarderos (luego renombrado 50.º Grupo de Operaciones) y se convirtió en la principal ala de combate. Los escuadrones del Grupo estaban equipados con North American F-86F Sabre, y el entrenamiento comenzó. Una vez que los niveles de capacitación de pilotos y tripulaciones habían llegado a los niveles operativos, la 50.º Ala de Cazas-Bombarderos comenzó los preparativos para su traslado hacia Alemania Occidental. El 10 de agosto de 1953, la 50.ª Ala de Cazas-Bombarderos llegó a su nuevo hogar, la recién construida base aérea de Hahn.

### Fuerza Aérea de Estados Unidos en Europa

#### 50.ª Ala de Cazas-Bombarderos
La 50.ª fue asignada a las Fuerzas Aéreas de Estados Unidos en Europa (USAFE), en la 12.ª Fuerza Aérea (Air Force 12). El ala se convirtió en la primera ala táctica operativa de la Fuerza Aérea en la jurisdicción de la 12.ª Fuerza Aérea. La 50.ª Ala de Cazas-Bombarderos consistía en los escuadrones caza-bombarderos 10.ª, 81.ª y 417.ª. Los primeros F-86H Sabres para el Ala llegaron a la base aérea de Hahn el 21 de octubre de 1955. La organización continuo durante todo el invierno de 1955 y la primavera de 1956, y finalizó en mayo. La 50.ª Ala de Cazas-Bombarderos recibió 74 F-86H, y también dos C-47 de transporte que fueron asignados al Ala de transporte y suministro.
La misión principal de la 50.ª Ala de Cazas-Bombarderos en Hahn fue el manejo de las armas nucleares tácticas contra las fuerzas del Pacto de Varsovia en el caso de una invasión a Europa Occidental. Sus misiones secundarias fueron defensa aérea táctica y apoyo a las fuerzas terrestres de la OTAN.
Mientras la 50.ª Ala de Cazas-Bombarderos recibía los nuevos F-86H, la Ala expandió su misión y se incluyó apoyo al 7382.° Grupo de Misiles Guiados de la 12.ª Fuerza Aérea. El ala antes habían prestado apoyo el 69.º Escuadrón Táctico de Misiles en Hahn, que operaba el misil táctico MGM-1 Matador.
Los nuevos aviones no serían el único cambio para el personal de la 50.ª Ala. La recepción de los F-86H estaba casi completa para el 15 de abril de 1956. En este momento el ala se trasladó a la base aérea de Toul-Rosières en Francia. La razón de este traslado era que los planificadores de la guerra de la USAFE creían que debido a la vulnerabilidad de Alemania Occidental ante un ataque soviético y los aviones armado con equipo nucleares serían inefectivos en una invasión por parte de los países del Pacto de Varsovia. Por esta razón se movió el Ala desde Alemania a Francia para que la OTAN en caso de invasión tuviera más tiempo de reorganizarse y atacar. El ala informó que el traslado a Toul-Rosières estaba listo el 1 de agosto.

#### Era F-100 Super Sabre

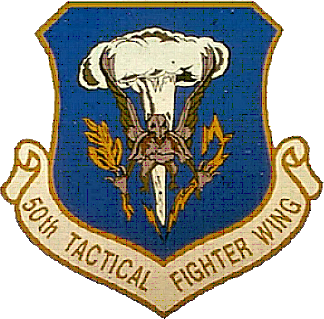
Emblema de la 50.ª Ala de Cazas-Tácticos.

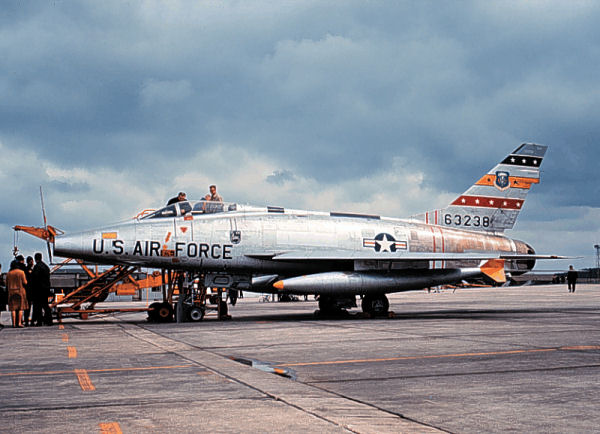
North American F-100D Super Sabre Serial 56-3238 de la 50.ª Ala de Cazas-Tácticos (avión del Comandante del Ala).

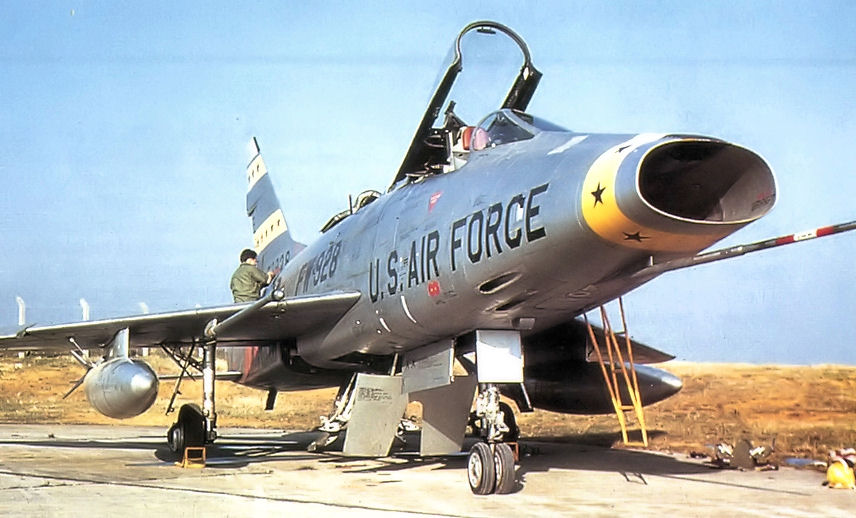
F-100D Super Sabre, serial 56-2928 del 81.º Escuadrón de Cazas-Tácticos. En la base aérea de Wheelus, 1958.

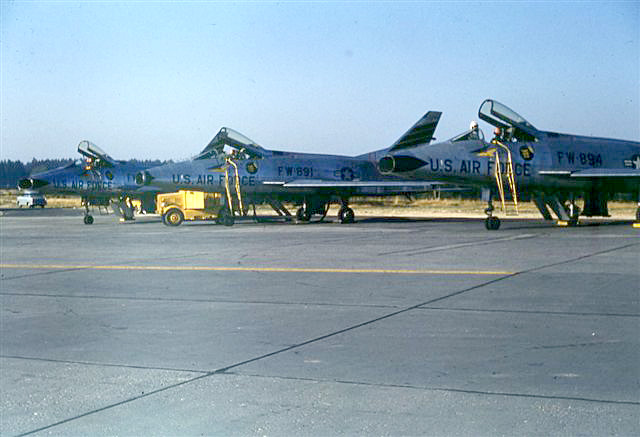
Tres F-100D de la 50.ª Ala de Cazas-Tácticos en la base aérea de Hahn.

El 50.º Grupo Caza-Bombardero fue inactivado el 8 de diciembre de 1957 como resultado de que el 50.º Grupo adoptara el nuevo plan de organización Tri-Deputate. Lo que resultó en la inactivación del Grupo y sus escuadrones operativos 10.º, 81.º y 417.º fueron asignados a otra ala.
En 1957 la USAFE anunció que la 50.ª Ala de Cazas-Tácticos recibiría los F-100D Super Sabre. Estas eran aeronaves supersónicas muy avanzadas y que su implementación significaba darle a la Ala una mayor capacidad y poder para las defensas aéres de Europa. La 50.ª de Ala Cazas-Tácticos fue la tercera y última Ala de combate en implementar los Super Sabres entre 1957 y 1958. Para el 8 de julio de 1958 la Ala se había convertido oficialmente a la 50.ª de Ala Cazas-Tácticos debido a la nueva convención de nombres de la USAF, este nombre debería durar por lo menos 35 años.
Durante 35 años la unidad debería mostrar su nuevo emblema y reflejarlo es su misión y aviones. El nuevo diseño del emblema aparece un grifo al frente, suspirando fuego con las alas extendidas. Una "hongo" atómico centrado detrás del grifo. Detrás de garra derecha de la bestia, una rama de olivo que representa la paz. Un rayo detrás de la garra izquierda simboliza la fuerza y el poder de las aeronaves de la unidad. El ala debería llevar este emblema hasta su inactivación como 50.º Ala de Cazas-Tácticos en 1991.
Junto con operar desde la base de Toul. La 50.ª Ala de Cazas-Tácticos debería apoyar a la OTAN desde diversas base aéreas en Francia. En septiembre de 1959, con la terminación de la base aérea de Luneville-Chenevieres, el Destacamento N.º 2 lo pasó a ocupar como su base de operaciones.
Después de un año con los F-100, ya se tenían problemas en la base de Toul, el problema eran las grietas de la pista. Esto fue causado por el peso de los F-100, que era casi el doble de los F-86 que anteriormente piloteaba el Ala. Sin embargo, el problema más grave fue con el Gobierno francés. Las cuestiones políticas con Francia en lo que respecta al no uso de armas nucleares por parte de fuerzas militares francesas, o cualquier otra unidad con armas nucleares en Francia llevó a los Estados Unidos a mover la 50.ª de Ala Cazas-Tácticos y otras alas tácticas fuera de Francia.
La base aérea de Pferdsfeld en Alemania Occidental, fue inicialmente una opción para la nueva base de operaciones del Ala, sin embargo, se decidió devolver el ala a la base de Hahn, ya que solo fue parcialmente ocupada y la pista a Hahn había sido recientemente re-pavimentada. Las unidades de apoyo de la Ala 10.º Escuadrón de Cazas-Tácticos y el 81.º Escuadrón de Cazas-Tácticos volvieron a Hahn. en la Alemania Occidental, como parte de la operación Red Richard. Mientras que una de sus antiguas unidades de apoyo el 417.º Escuadrón de Cazas-Tácticos fue unido a la 86.º Ala de Cazas-Tácticos en la base aérea de Ramstein, Alemania Occidental. La 50.ª Ala de Cazas-Tácticos completo su traslado a Hahn el 10 de diciembre de 1959.
En los siguientes años, los pilotos de la 50.ª Ala de Cazas-Tácticos se concentraron en convertirse en la mejor unidad de combate de la USAFE. Durante la Crisis de los misiles en Cuba entre octubre y noviembre de 1962, la Ala operó en conjunto con el 435.º Escuadrón Cazas-Táctico, en la Base Aérea de Morón, España. Como parte de una escalada militar masiva. Después de que la Crisis de los Misiles en Cuba terminó, la Ala reanudó sus operaciones normales y continuo participando en varios ejercicios y competiciones, a menudo con otros aliados de la OTAN.

#### Era F-4 Phantom II

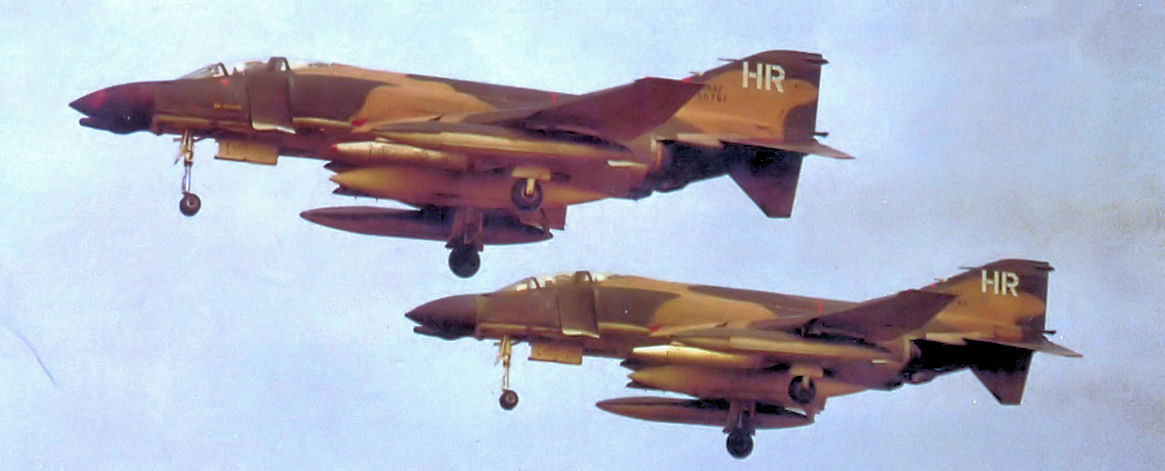
Dos McDonnell F-4D-29-MC Phantom, serial 65-0780 y 65-0781 del 10.º Escuadrón de Cazas-Tácticos. Nota no tienen los distintivos de cola estándar del Ala. Foto de mediados de los 70s.

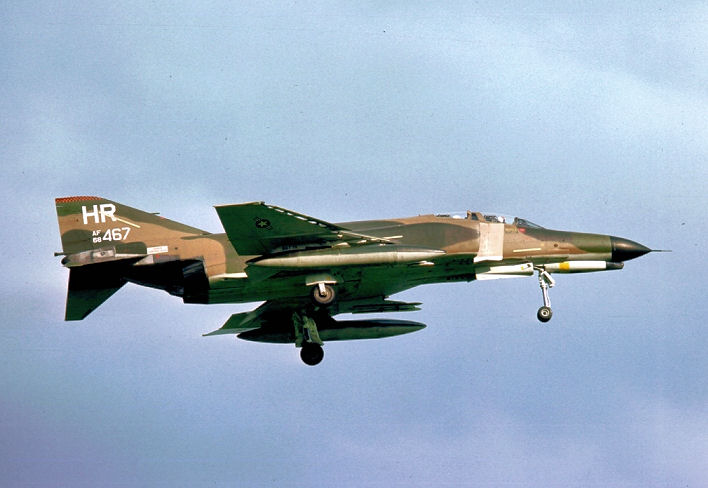
F-4E Phantom, serial 68-0467, del 313.º Escuadrón de Cazas-Tácticos, 1978.

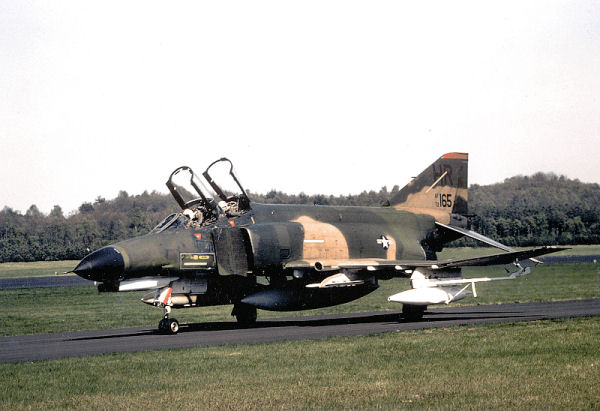
F-4E Phantom, serial 72-0165 del 496.ª Escuadrón de Cazas-Tácticos en la base aérea de Hahn, Alemania Occidental.

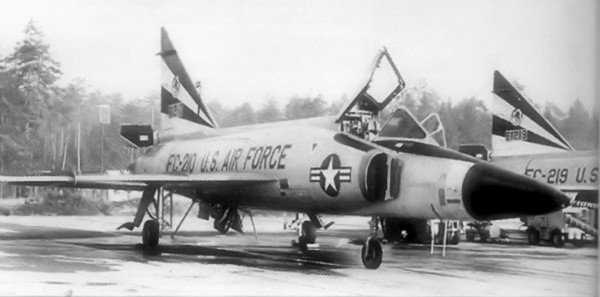
F-102 del 496.º Escuadrón Caza-Interceptor, en 1971 el Escuadrón tuvo que reemplazar sus F-102 por F-4 Phantom para transformarse en el 496.º Escuadrón de Cazas-Tácticos.

Para mediados de 1960, los Super Sabres se estaban volviendo vulnerables frente a la nueva generación de cazas soviéticos. como el caza Mig-21 y el interceptor Su-15. En respuesta a esto, tres escuadrones de cazas-tácticos del Ala remplazaron sus Super Sabres con McDonnel-Douglas F-4D Phantom II, el 8 de octubre de 1966. Esto daría una igualdad en condiciones frente a los cazas rusos ya que el Mig-21 como el F-4 Phantom son cazas de tercera generación.
Cuando los últimos F-100 Super Sabres fueron retirados, los pilotos de la 50.ª Ala de Cazas-Tácticos habían logrado acumular 143 147 horas de vuelo. Mientras entraban en servicio los F-4D, el 417.º Escuadrón Cazas-Tácticos permaneció separado de la 86.ª División Aérea en la base de Ramstein. Mientras que el 496.º Escuadrón se unió a la 50.ª Ala de Cazas-Tácticos pero se asignó también a la 86.ª División Aérea y no adquirió los nuevos F-4D sino que siguió volando sus interceptores F-102 Delta Dagger.
El Ala realizó otro cambio en la organización, el 15 de julio de 1968. Los costos de guerra de Vietnam estiraron los presupuestos de defensa, y los costos de mantener grandes fuerzas de los Estados Unidos (tanto del Ejército y Fuerza Aérea) en Europa, así como la decisión de Francia de retirarse de la OTAN, condujo al desarrollo de un sistema de "doble base" lo que significa fuerzas estacionadas en los Estados Unidos, pero que se puedan desplegar a la OTAN en caso de una crisis con la Unión Soviética. el 417.º Escuadrón de Cazas-Tácticos fue reasignado a la Base Aérea de Mountain Home, Idaho, y pasó a ser parte de la 67.ª Ala de Reconocimiento-Táctico del Comando Aéreo Táctico. El Escuadrón 417.º estaba "comprometido" con la USAFE, y se planificó desplegarlo a la USAFE anualmente. Para reemplazar al 417.º, la USAFE reasignó al 496.º Escuadrón Caza-Interceptor desde la 86.ª División Aérea a la 50.ª Ala Cazas-Tácticos. Mientras tanto el 417.º Escuadrón en su nueva base siguió operando los interceptores F-102 Delta Dagger para tareas de defensa aérea.
La USAFE seleccionó al 81.º Escuadrón de Cazas-Tácticos como la primera unidad "Wild Weasel" del Ala. con la misión de destruir misiles tierra-aire. El enfoque del Escuadrón pasó de ataque a tierra y ataque aéreo a misiones de localización y destrucción de radares que guiaran misiles superficie-aire. La versión "Wild Weasel" del F-4E (y más tarde de los F-4G) sería usado para destruir radares y vehículos de lanzamientos de misiles.
El 81.º Escuadrón de Cazas-Tácticos se trasladó a la base aérea de Zweibrucken, Alemania Occidental, el 12 de junio de 1971. Siendo asignado a la 50.º de Ala Cazas-Tácticos, pero poco después el 81.º Escuadrón pasó a control operacional de la 86.ª Ala de Cazas-Tácticos. Siguiendo estos cambios, La 50.ª Ala volvió a realizar operaciones más seguidamente y regreso a su antiguo rendimiento de combate. Después de dos años la USAFE reasignó al 496.º Escuadrón Caza-Interceptor como 496.º Escuadrón de Cazas-Tácticos. Para esto el Escuadrón tubo que reemplazar sus F-102 por F-4E Phantom II.
La 50.ª Ala continuó con su entrenamiento rutinario en los 70s. En 1976, el 313.º Escuadrón Cazas-Tácticos fue reactivado debido a que la 36.ª Ala Cazas-Tácticos de la base de Bitburg, estaba recibiendo los nuevos cazas F-15 Eagles y por esta razón mandó un escuadrón de F-4 Phantom dados de baja recientemente a la base de Hahn para que fueron utilizados en un nuevo escuadrón el 313.º Escuadrón.

#### Era F-16 Fighting Falcon

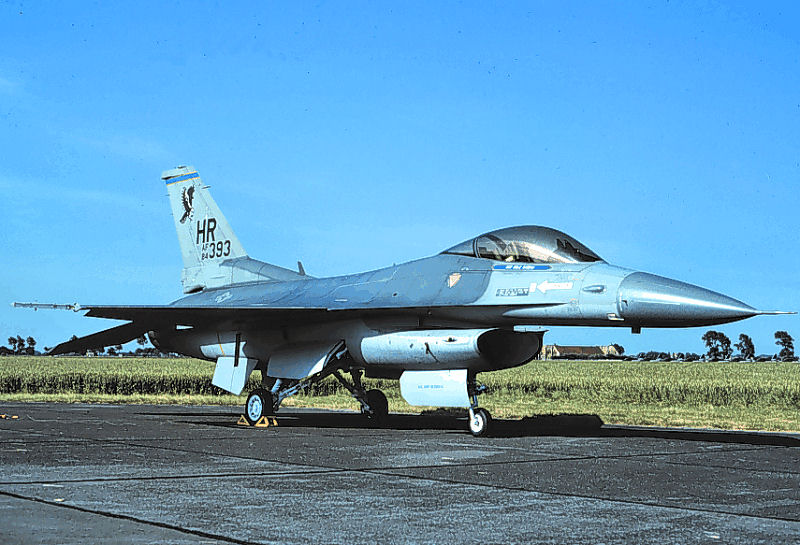
F-16C Block 25F serial 84-1393, del 10.º Escuadrón de Cazas-Tácticos.

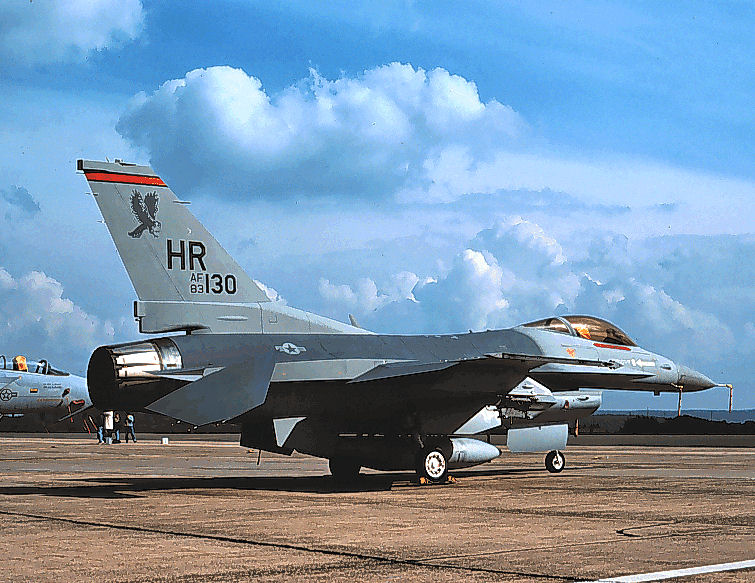
F-16C Block 25A serial 83-1130, del 313.º Escuadrón de Cazas-Tácticos.

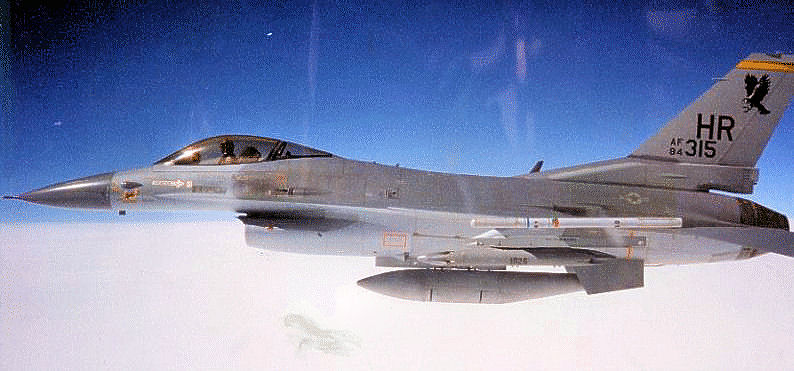
F-16C Block 25E serial 84-1315, del 496.º Escuadrón de Cazas-Tácticos.

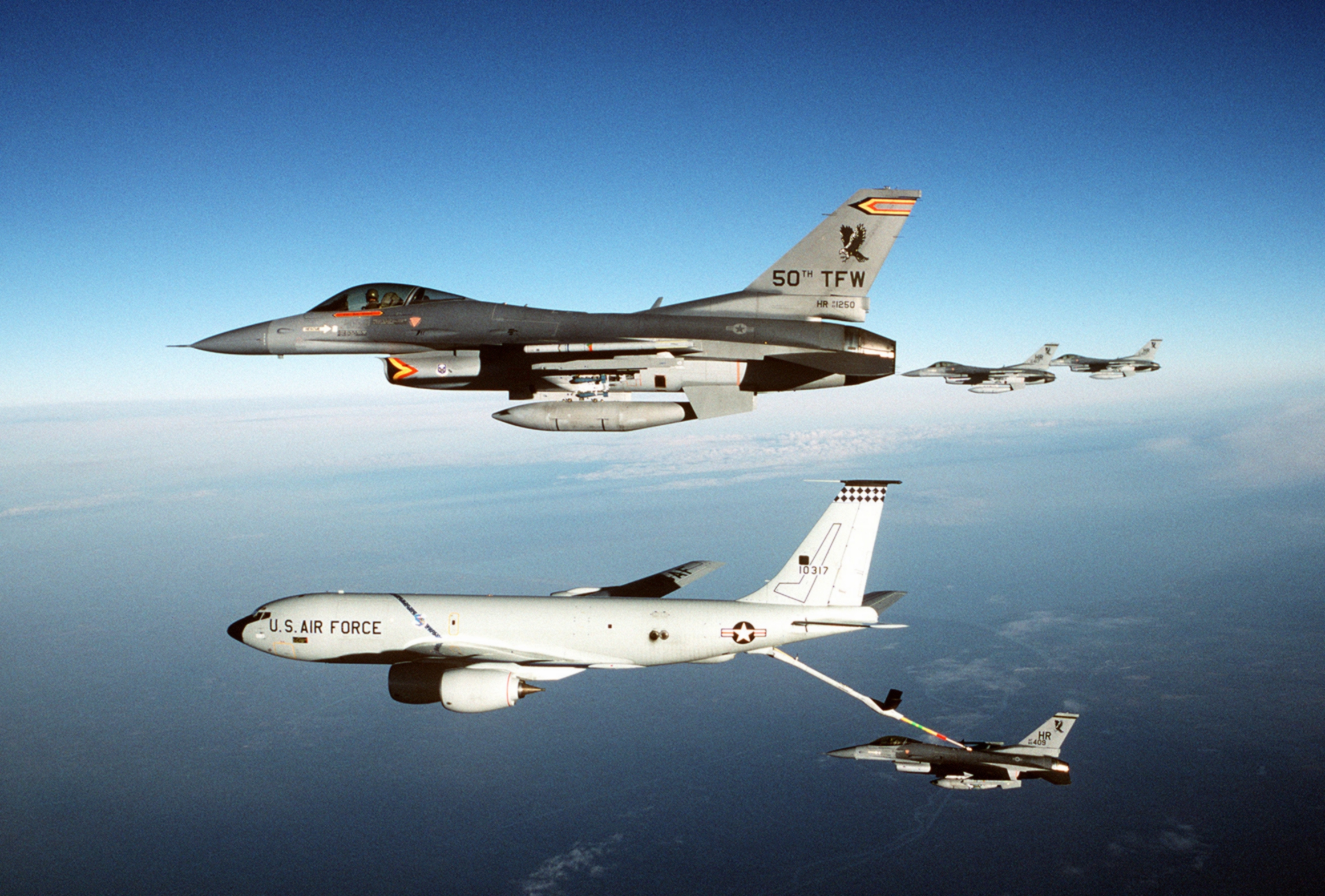
F-16Cs del 10.º Escuadrón de Cazas-Tácticos repostando desde de un KC-135R.

A finales de 1978 la USAFE anunció que la 50.º Ala de Cazas-Tácticos debería evaluar los nuevos
F-16A Fighting Falcon. La pruebas comenzaron con la llegada de cuatro unidades de F-16A en noviembre de 1978 y continuaron hasta 1979. Las pruebas oficiales comenzaron el 20 de abril de 1979, con cuatro F-16A Block 1 en la base de Hahn.
Mientras tanto, impulsados por la noticia de que recibirían el más nuevo avión de combate de la Fuerza Aérea, la 50.ª Ala de Cazas-Tácticos comenzó la construcción de nuevos refugios antiaéreos endurecidos, hangares adicionales, talleres de mantenimiento y edificios de apoyo. Además de la firma de contratos para la construcción de 300 casas para los miembros de la unidad.
Los pilotos se concentraron en entrenar bajo el nuevo programa de entrenamiento. El personal de mantenimiento se concentró en aprender los requerimientos técnicos del F-16 y adaptaron el Centro de Producción y Mantenimiento para cubrir las necesidades del nuevo F-16. El 313.º Escuadrón de Cazas-Tácticos fue el primer escuadrón del Ala en recibir los nuevos F-16 el 30 de diciembre de 1981, los recibió después de una rigurosa inspección. Después de seis meses, el último escuadrón de la 50.ª Ala de Cazas-Tácticos, retiró sus F-4E Phantom de la base de Hahn después de 16 años y 176 000 de horas de vuelo. El 9 de julio de 1982 se celebró una ceremonia por la incorporación del F-16 Fighting Falcon a los arsenales de la OTAN. La ceremonia desplegó aeronaves de Noruega, Holanda, Bélgica y Dinamarca. Todos estos países tenían programado recibir F-16 en poco tiempo.
Para los siguientes meses, los miembros de la 50.ª Ala de Cazas-Tácticos se desplegaron frecuentemente hacia la Base Aérea de Zaragoza para entrenamiento en combate aire-aire y ataque a tierra. Los objetivos de los entrenamientos eran mejorar la puntería en operaciones de bombardeo y aumentar las capacidades de los pilotos y miembros del Ala. Antes de las vacaciones de Acción de Gracias de 1983, el Ala añadió otro logro a su lista de logros. Esto fue en octubre, cuando los pilotos de la 50.ª Ala de Cazas-Tácticos tomaron sus F-16 para la competencia de bombardeo y artillería de la Fuerza Aérea - Gunsmoke - donde ganaron la competición en general. Además, uno de los pilotos del ala ganó el premio individual de Top Gun. El personal siguió demostrando su excelencia cuando uno de los pilotos del Ala ganó el primer lugar de la USAFE y el tercer lugar en general de toda la Fuerza Aérea en 1983.
La actividad operativa de marzo de 1984 alcanzó un punto álgido con el Ala participado en varios ejercicios estando preparada para un despliegue breve en caso de combate. La Ala se unió a los ejercicios de Green Flag en la base Nellis, Nevada, en marzo. Green Flag ofrecía entrenamiento de combate real con un fuerte énfasis en guerra electrónica, tales como amenaza de defensas antiaéreas guiadas por radar.
En Hahn, miembros del Ala participaron en un ejercicio de la OTAN. Durante este ejercicio, dos F-16 del 496.º Escuadrón de Cazas-Tácticos realizaron los primeros entrenamientos de procedimientos de emergencia aterrizando en una autopista. Los pilotos aterrizaron y despegaron desde una autopista cercana a la base aérea de Ahlhorn, Alemania Occidental. El ala también se preparó para desplegarse a otras bases aéreas debido a que estaban reparando la pista de la base de Hahn por lo que los miembros del Ala se repartieron a las bases de Ramstein, Spangdahlem, Pferdsfel en Alemania, desde abril a junio de 1984.
La creciente lista de logros y reconocimientos hacia el Ala continuaron en 1985, cuando el Ala recibido la notificación de su selección para un premio de la Fuerza Aérea del periodo 1 de julio de 1982 al 30 de junio de 1984. Este fue el quinto premio de esta naturaleza que recibía la Ala. El Ala reemplazó a su F-16A y F-16B Fighting Falcon por la nueva segunda generación de F-16 los F-16C y F-16D en 1986.
Los cuarteles generales de la USAFE anunciaron el 15 de abril de 1986, que el 313.º Escuadrón de Cazas-Tácticos se había ganado el Trofeo del Comandante en Jefe de la USAFE. Miembros del sector de mantenimiento de la Ala recibieron premios durante 1986 y 1987, entre ellos el Premio Phoenix del Secretario de Defensa por ser la unidad más organizada del Departamento de Defensa.

#### Era posterior a la Guerra Fría

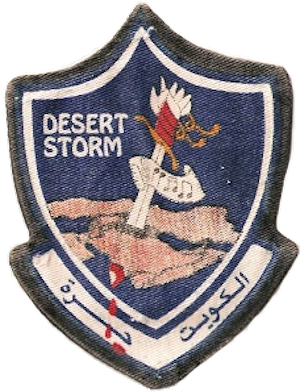
Parche de Tormenta del Desierto usado por el 10.º Escuadrón de Cazas-Tácticos.

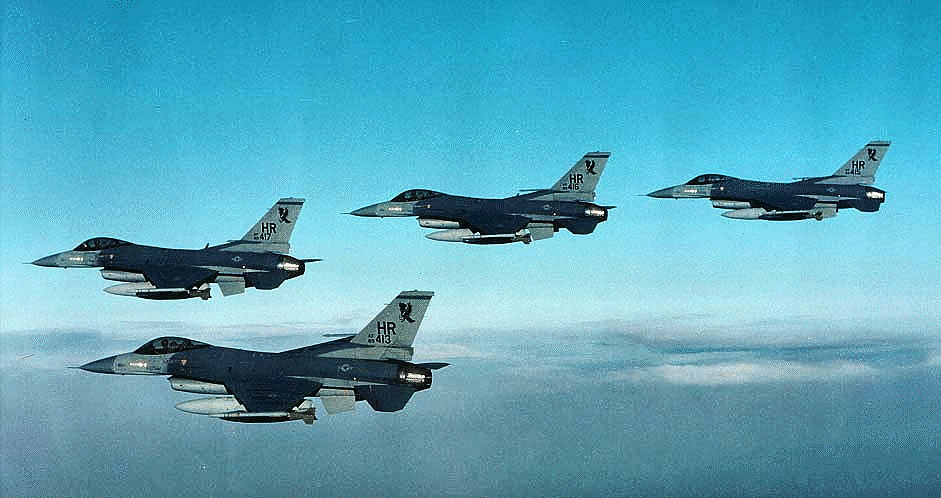
Grupo de cuatro F-16 del 10.º Escuadrón de Cazas-Tácticos volando sobre el suroeste asiáticos, 1991.

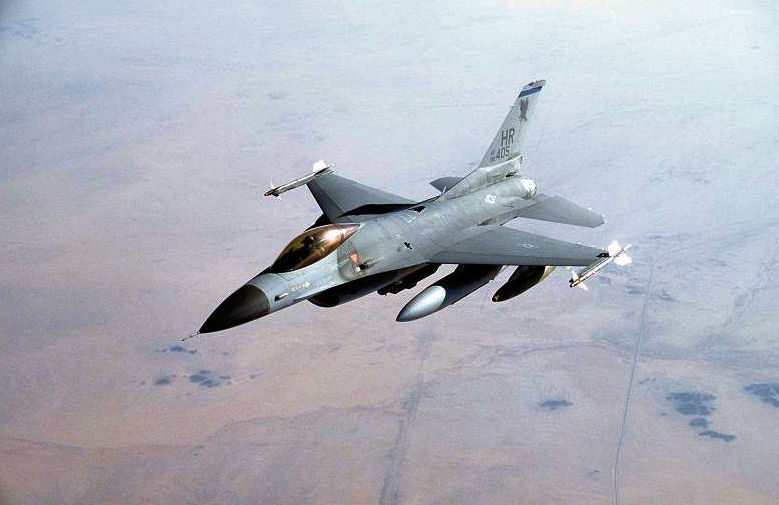
F-16C Block 25 serial 85-1405 del 10.º Escuadrón de Cazas-Tácticos armado con bombas Mark 84 y misiles AIM-9 Sidewinder durante la segunda ola de ataque en apoyo a la Operación Tormenta del Desierto, 17 de enero de 1991.

Para finales de 1980, la economía, política y sociedad de la Unión Soviética estaba llegando a una crisis sin retorno. El muro de Berlín calló y una nueva era en Europa comenzaba. La antiguas repúblicas soviéticas se proclamaron independientes. La conversaciones entre las alemanias rápidamente volvieron y la posibilidad de reunificación ya era un hecho. El debate también se instauró en las fuerzas americanas y se analizó el futuro rol de las fuerzas americanas en Europa y la nueva concepción de las fuerzas americana en el mundo.
A lo largo de la primavera y el verano de 1990, la 50.ª Ala de Cazas-Tácticos
continuó con su programa de entrenamiento de combate. Mientras tanto, 
militares estadounidenses y funcionarios del gobierno debatieron el 
nuevo papel y la estructura de las fuerzas armadas a la luz de 
la percepción de una menor amenaza a Europa occidental. 
Los cambios producidos por los acontecimientos en la Unión Soviética 
y en vista del aumento del gasto público y la preocupación por déficit del presupuesto del Estado Unido, para muchos la posibilidad de cualquier actividad de combate 
parecía poco probable, pero esa percepción cambió casi en un parpadeo durante el otoño de 1990.
Mientras que los pilotos del Ala continuó con sus operaciones rutinarias en Alemania Occidental y Turquía, el presidente de Irak Saddam Hussein mencionó su intención de entrar en guerra con Kuwait. Para el verano de 1990 los comentarios de guerra se intensificaron. Las fuerzas iraquíes finalmente cruzaron la frontera de Kuwait el 2 de agosto de 1990 forzando a la familia Real de Kuwait y su gobierno buscar refugio en los países vecinos. Las Naciones Unidas condenaron la invasión e hicieron un llamado a que las fuerzas de Irak salieran de Kuwait.
El Ala regresó a la base aérea de Hahn en octubre de 1990 luego de un despliegue de entrenamiento en Zaragoza. El Comandante del 10.º Escuadrón de Cazas-Tácticos el Teniente-Coronel Ed Houle recibió instrucciones para preparar la unidad debido a un posible despliegue en Irak, inicialmente el posible despliegue se debía realizar después del día de acción de gracias pero los planes cambiaron y la unidad sería desplegada 72 horas después de iniciadas las hostilidades.
Los días finales de otoño llegaron y empezó el invierno y los planes cambiaron de nuevo. Se dio la orden de que el 10.º Escuadrón de Cazas-Tácticos debería ser desplegado el 15 de enero de 1991 y se uniría a las fuerzas de combate del Ala en la base aérea de Dhafra en los Emiratos Árabes Unidos. El Mando Central de Estados Unidos reajusto la fecha de despliegue y el escuadrón sería desplegado finalmente el 1 de enero de 1991. Mientras que los pilotos se entrenaban para el despliegue. El 313.ª Escuadrón de Cazas-Tácticos seleccionó 6 F-16Cs y 8 pilotos como potencial reemplazo para los jets y pilotos del 10.º Escuadrón.
30 F-16C despegaron desde la base da Hahn hacia la base de Zaragoza el 29 de diciembre de 1990. Seis sirvieron como spares en caso de alguno de los 24 no llegara a la base de Al Dhafra. Mientras cientos de soldados en Zaragoza celebraron y le dieron la bienvenida al año nuevo, treinta pilotos del 50.º Escuadrón de Cazas-Tácticos prendieron sus postcombustores y se embarcaron hacia el Medio Oriente con la certeza de que entrarían en combate.
El 15 de enero de 1991, los equipos en Al Dhafra observaron por televisión las fuerzas de la coalición. Mientras que las noticias internacionales indicaban que Irak se negaba a cesar las hostilidades y se negaba a negociar el fin de la guerra por lo que la coalición se vio obligada a actuar el 16 de enero de 1991.
Semana después la Operación Escudo del Desierto pasó a una nueva fase llamándose Tormenta del Desierto. Y a las 4am (hora local) del 17 de enero de 1991, los primeros 40 aviones de la coalición (incluyendo a los del 10.º Escuadrón) volaron en misiones de ataque hacia Irak. El 10.º Escuadrón de Cazas-Tácticos voló su primera misión de combate liderada por el Teniente-Coronel Edward Houle. Los primeros blancos del 10.º Escuadrón eran 8 aeronaves estacionadas en el aeropuerto de Al Taqaddum cerca de Bagdad, el Escuadrón tuvo que volar 2252 kilómetros en cerca de 8 horas, muy diferentes a la 1 o 3 horas que volaban en entrenamiento en Alemania. Por cerca de 6 semanas el Escuadrón tuvo que volar misiones de ataque a centros militares, aeropuertos y mandos militares. El escuadrón no tuvo encuentros con aviones iraquíes ya que la mayoría habían sido derribados los primeros días o habían escapado a Irán.

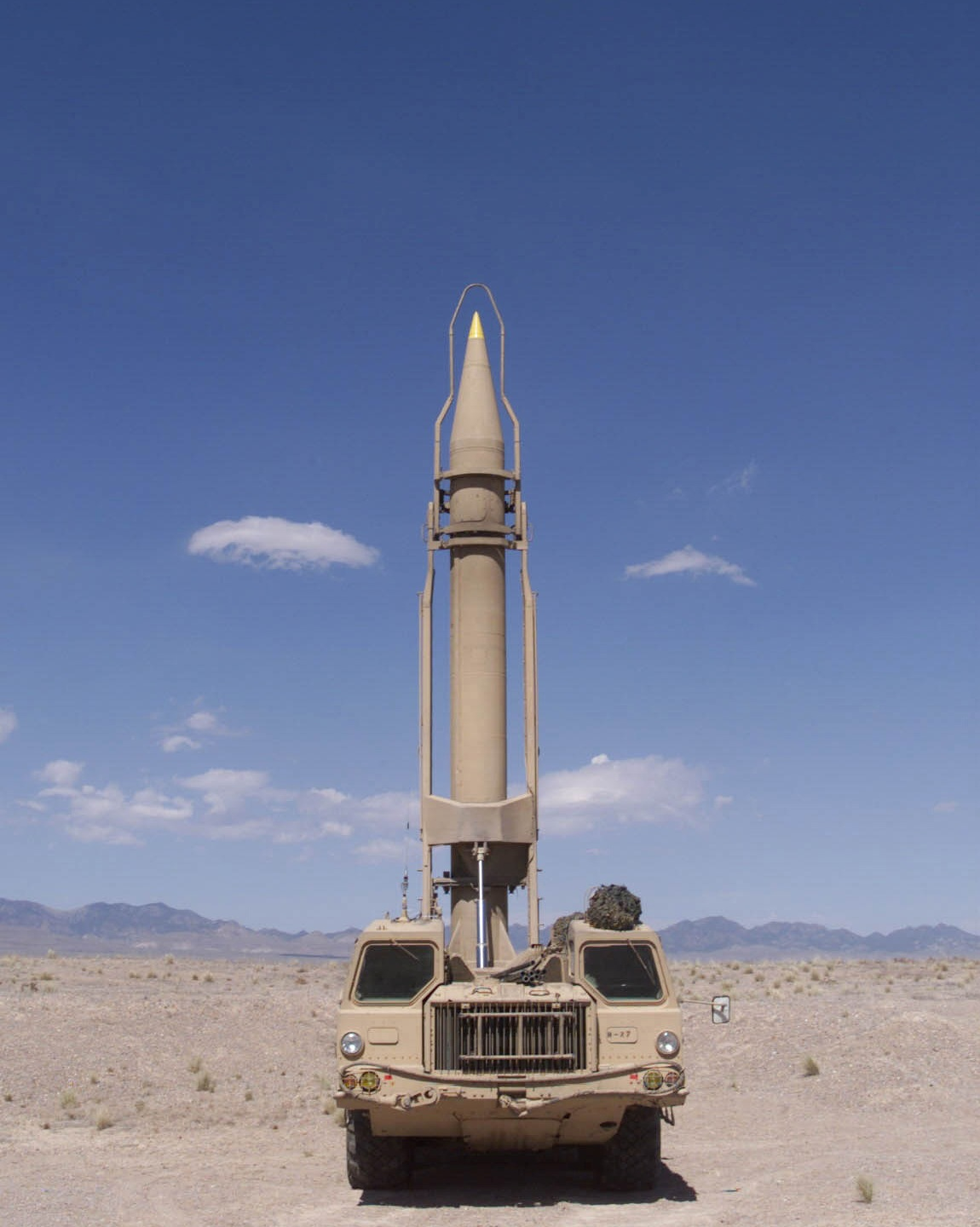
Lanzador de misiles SCUD móvil similar a los que utilizó Irak en la guerra.

Después de los ataques iniciales contra blancos estáticos, el 10.ª Escuadrón recibió nuevas órdenes. Irak había empezado a usar misiles balísticos SS-1 Scud en venganza por los ataques aéreos de la Coalición, apuntando los misiles contra las fuerzas de la Coalición y contra objetivos civiles en Israel. En respuesta el Mando central de Estados Unidos ordenó la búsqueda y destrucción de los lanzadores móviles estáticos de los misiles SCUD. Para atacar estos bancos el 10.ª Escuadrón tuvo que tomar un gran riesgo ya que para asegurar la destrucción de los misiles se tenía que identificar el radar asociado al SCUD que activaba el lanzamiento y estos radares estaban altamente defendidos por misiles antiaéreos y artillería antiaérea. El Escuadrón lanzó su primera misión de búsqueda de SCUD el 19 de enero de 1991 solo tres días después que la Operación Tormenta del Desierto había empezado.
La misión cambió de nuevo el 23 de enero. Con la mayoría de los blancos estratégicos eliminados, el 10.º Escuadrón recibió nuevas órdenes de concentrar sus ataques contra las tropas de la Guardia Republicana Iraquí que se encontraban ocupando Kuwait y el sur de Irak. La misión de los pilotos fue bombardear blanco militares y destruir puentes que se estaban construyendo en el río Tigris. En adición a esta misión el Escuadrón lanzó bombas sobre posiciones estratégicas y centros civiles. Para el siguiente mes el énfasis de las operaciones volvieron a localizar centros de lanzamientos de SCUD y preparar el campo de batalla destruyendo posiciones estratégicas para una eventual intervención terrestre.
Cuando comenzó el despliegue terrestre 25 de febrero, los pilotos comenzaron a volar patrullas aéreas de combate y de protección y apoyo a las fuerzas terrestres de la coalición. Estas misiones, sin embargo, duraron solo tres días. En la mañana del 28 de febrero, la ofensiva no permitió más que las unidades iraquíes se retiraran. Tras un breve interludio, los pilotos volvieron a realizar patrullas aéreas de combate, para hacer cumplir los acuerdos de alto el fuego y la prohibición de vuelo de aviones iraquíes sobre algunas zonas. Esta disposición de alto al fuego tenía la intención de proteger a las fuerzas terrestres de la Coalición y el personal de la ONU, el cual supervisaría el cumplimiento de Irak de las disposiciones del Consejo de Seguridad sobre la población civil.
Con la llegada de elementos de Arabia Saudí en el verano d e 1991, la 50.ª Ala de Cazas-Tácticos fue gradualmente inactivada durante el año. con la reunificación de Alemania Oriental y Alemania Occidental en octubre de 1990, la posible invasión soviética ya no era probable. Estados Unidos dejó de gastar millonarias sumas en bases aéreas en Europa. La 50.ª Ala ya había cumplido su misión y ya era hora de terminar.
Como resultado del cierre de la base aérea de Hahn, la 50.ª Ala fue inactivada en 1991 después de 35 años en la base de Hahn, el 496.º Escuadrón fue desactivado el 15 de mayo, el 313.º Escuadrón el 1 de julio y el 10.º Escuadrón el 30 de septiembre. Finalmente la 50.ª Ala de Cazas-tácticos fue inactivada el 30 de septiembre de 1991.
El 30 de septiembre, la base de Hahn fue devuelta al gobierno de Alemania excepto una pequeña porción que fue ocupada por la USAFE para tareas de comunicación.

### Mando Espacial de la Fuerza Aérea

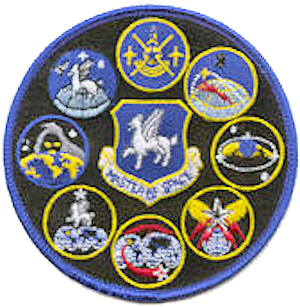
Parche del 50.º Grupo de Operaciones

Pronto los oficiales de la Fuerza Aérea se arrepintieron sobre la inactivación de la 50.ª Ala de Cazas-Tácticos. En 1982 el Mando Espacial de la Fuerza Aérea fue activado y tenía la misión de encargarse del control espacial de la USAF, que antes era misión del Mando de Sistemas de la Fuerza Aérea.
Como parte de la reorganización de la Fuerza Aérea post Guerra Fría, la 50.ª Ala de Cazas-Tácticos fue reasignada al Mando Espacial de la Fuerza Aérea y la Ala fue reactivada como la 50.ª Ala Espacial el 20 de enero de 1992 y se estacionó en la base aérea Falcon al este de Colorado Springs. La 50.ª Ala fue reactivada como parte del plan Heritage de la Fuerza Aérea en que las Ala con historia notables siguieran en servicio activo remplazando a algunas nuevas sin experiencia. La 50.ª Ala Espacial asumió las tareas de la 2.ª Ala Espacial que fue inactivada inmediatamente.
Al mismo tiempo el Mando Espacial activo el 50.º Grupo de Operaciones, como parte del plan de reorganización de la USAF, este grupo había sido conocido como el 50.º Grupo de Operaciones en la Segunda Guerra Mundial y la Guerra Fría. El Mando Espacial también activo el 50.º Grupo de Mantenimiento y el 50.º Grupo de Apoyo a la Misión, terminado la nueva organización de la Ala.
Los escuadrones asignados a la 50.ª Ala Espacial en su reactivación incluyeron un mix de escuadrones nuevos de la 2.ª Ala Espacial y algunos escuadrones viejos de la 50.ª ala que habían sido adjuntados a la 2.ª Ala Espacial. El Mando Espacial activo los siguientes escuadrones a la 50.ª Ala: Apoyo a la Misión, Ingeniería Civil, Policía, Comunicaciones, aeropuerto, Servicio Aéreos, centro de reparación y Repuestos. Desde la 2.ª Ala Espacial se transfirieron los escuadrones 1.º, 2.º, 3.º, 4.º y 5.º de Control Satelital y se re-nombraron como escuadrones de operaciones espaciales. El cuartel del 2.º Grupo de Rastreo Satelital se convirtió en el nuevo cuartel del 750.º Grupo Espacial y este fue trasferido a la 50.ª ala. La 50.ª ala Espacial también pasó a ser responsable de todos los antiguos destacamentos de la 2.ª Ala Espacial alrededor del mundo.
Los pilotos de la 50.º Ala ya no volvieron más a volar su avanzados cazas en el cielo, ahora su misión era lanzar los satélites al oscuro espacio usando los más avanzados sistemas de tecnología espacial. Este era un gran salto para los antiguos miembros del Ala, ahora volvían a estar a la vanguardia en tecnología de la misma manera que la tuvieron sus avanzados cazas en la Fuerza Aérea de Estados Unidos en Europa.
La 50.ª Ala Espacial asumió el mando y control de los satélites de la USA y su función era proveer información vital a la Fuerza Aérea, al departamento de Defensa y a otras instituciones. Además la 50.ª Ala asumió en control de la Red de Control de Satélites de la Fuerza Aérea, que permitió a los controladores de la 50.ª Ala controlar los satélites.
La década de 1990 trajo consigo nuevos desafíos. Continuando con la actividad derivada del cierre en 1995 de la Defense Base Closure and Realignment Commission (BRAC), que junto con inactivarse también se inactivo el 750.º Grupo Satelital y el 5.º Escuadrón de operaciones Espaciales de la Base de Onizuka en California, en 1999 y 2000, respectivamente. Debido a que la base ya no tenía una unidad asignada el comandante del 21.º Escuadrón de Operaciones Espaciales asumió la instalación de su escuadrón en esta base.

## Cronología

### Historia operativa
Periodo de actividad y nombre que le fue dada a la 50.ª Ala Espacial.
- Creado como 50.ª Ala de Cazas el 16 de mayo de 1949

Pasado a la Reserva el 1 de junio de 1949
Reasignado como 50.ª Ala Caza-Interceptora el 1 de marzo de 1950
Volvió al servicio activo el 1 de junio de 1951
Inactivado el 2 de junio de 1951
- Reasignado como 50.ª Ala de Cazas-Bombarderos el 15 de noviembre de 1952

Activada el 1 de enero de 1953
Reasignada como 50.ª Ala de Cazas-Tácticos el 8 de julio de 1958
Inactivado el 30 de septiembre de 1991
- Reasignado como 50.ª Ala Espacial el 1 de enero de 1992

Activado y organizada el 30 de enero de 1992, remplazando a la 2.ª Ala Espacial.

### Unidad a la que fue asignada
Unidades a la que fue asignada la 50.ª Ala Espacial.
- Primera Fuerza Aérea, 1 de junio de 1949

Asignada a la 33.ª Ala de Cazas, 1 de junio de 1949- 1 de septiembre de 1950
- Fuerza de Defensa Aérea Oriental, 1 de septiembre de 1950 – 2 de junio de 1951

Asignada a la 33.ª Ala de Cazas, 2 de junio de 1951
- Novena Fuerza Aérea, 1 de enero de 1953
- Decimosegunda Fuerza Aérea, 9 de agosto de 1953
- Fuerzas Aéreas de Estados Unidos en Europa, 1 de enero de 1958
- Decimoséptima Fuerza Aérea, 15 de noviembre de 1959 – 30 de septiembre de 1991
- Mando Espacial de la Fuerza Aérea, 30 de enero de 1992
- Decimocuarta Fuerza Aérea, 20 de septiembre de 1993 – presente.

### Bases
Bases aérea en la que fue estacionada la 50.ª Ala Espacial a través de su historia.
- Base Aérea de Otis, Massachusetts, 1 de junio de 1949 – 2 de junio de 1951
- Base Aérea de Clovis, Nuevo México, 1 de enero – 23 de julio de 1953
- Base Aérea de Hahn, Alemania Occidental, 10 de agosto de 1953
- Base Aérea de Toul-Rosières, Francia, 17 de julio de 1956
- Base Aérea de Hahn, Alemania Occidental (más tarde Alemania), 10 de diciembre de 1959 – 30 de septiembre de 1991
- Base Aérea de Schriever, Colorado, 1 de enero de 1992 - presente

### Componentes
Grupos y escuadrones que fueron asignados y/o adjuntados a la 50.ª Ala Espacial.
Grupos
- 50.º Grupo de operaciones: 1 de junio de 1949 – 2 de junio de 1951; 1 de enero de 1953–1958 diciembre de 1957; 30 de enero de 1992 – presente
- 750.º Grupo Espacial: 30 de enero de 1992 – 25 de junio de 1999
- 1000.º Grupo de Operaciones Satelitales: 30 de enero – 31 de julio de 1992.

Escuadrones asignados
- 10.º Escuadrón de Cazas-Tácticos: 8 de diciembre de 1957-30 de septiembre de 1991 (separado el 28 de diciembre de 1990 - 10 de mayo de 1991).
- 81.º Escuadrón de Cazas-Tácticos: 8 de diciembre de 1957 - 15 de julio de 1971 (separado 15 de junio - 15 de julio de 1971).
- 313.º Escuadrón de Cazas-Tácticos, 5 de noviembre de 1976 - 30 de diciembre de 1991
- 417.º Escuadrón de Cazas-Tácticos: asignado 8 de diciembre de 1957 - 1 de julio de 1968, adjunto 1-15 de julio de 1968, 15 de enero - 4 de abril de 1969, 11 de septiembre - 10 de octubre de 1970, 9 de septiembre - 2 de octubre de 1971, 5 de febrero - 8 de marzo de 1973, 6 de marzo - 5 de abril de 1974, 3 de octubre de - 5 de noviembre de 1975, y 24 de agosto - 26 de septiembre de 1976.

Escuadrones adjuntados
- 8.º Escuadrón de Cazas-Tácticos: adjuntado el 8 de marzo – 2 de abril de 1973 y 6 de septiembre – 6 de octubre de 1975
- 9.º Escuadrón de Cazas-Tácticos: adjuntado el 11 de septiembre – 7 de octubre de 1971 y 23 de septiembre – 24 de octubre de 1976
- 68.º Escuadrón de Cazas-Tácticos: adjuntado el 10 de mayo – 7 de junio de 1977
- 69.º Escuadrón de Misiles Tácticos: adjuntado el 14 de marzo de 1955 – 15 de abril de 1956.
- 355.º Escuadrón de Cazas-Tácticos: adjuntado el 5 de septiembre – 16 de noviembre de 1961
- 421.º Escuadrón de Cazas-Tácticos: adjuntado el 5–25 de agosto de 1977
- 428.º Escuadrón de Cazas-Bombarderos: adjuntado el 1 de abril - 1 de octubre de 1957
- 429.º Escuadrón de Cazas-Bombarderos: adjuntado el 7 de octubre de 1956 - 1 de abril de 1957
- 430.º Escuadrón de Cazas-Bombarderos: adjuntado el 20 de abril - 7 de octubre de 1956
- 435.º Escuadrón de Cazas-Tácticos: adjuntado el 24 de octubre – 11 de diciembre de 1962
- 457.º Escuadrón de Cazas-Tácticos: adjuntado el 20 de marzo - 19 de agosto de 1958
- 458.º Escuadrón de Cazas-Tácticos: adjuntado el 13 de agosto de 1958 - 18 de febrero de 1959
- 496.º Escuadrón de Cazas-Tácticos: adjuntado el 1–24 de noviembre de 1968, asignado el 25 de noviembre de 1968 – 15 de mayo de 1991
- 509.º Escuadrón de Cazas-Bombarderos: adjuntado el 15 de enero - 24 de marzo de 1958
- 614.º Escuadrón de Cazas-Tácticos: adjuntado el 5 de septiembre - 14 de noviembre de 1961.

### Aeronaves, misiles y sistemas espaciales
Aeronaves, sistemas de misiles y satélites que utilizaron los distintos escuadrones de la 50.ª Ala Espacial.
| Desde | Hasta    | Aeronave             | Base                                             | Imagen |
| 1957  | 1958     | F-86 Sabre           | Toul-Rosières, Francia Hahn, Alemania            |        |
| 1955  | 1956     | MGM-1 Matador        | Hahn, Alemania                                   |        |
| 1957  | 1966     | F-100 Super Sabre    | Hahn, Alemania                                   |        |
| 1962  | 1962     | F-104 Starfighter    | Hahn, Alemania                                   |        |
| 1966  | 1982     | F-4 Phantom II       | Hahn, Alemania                                   |        |
| 1968  | 1970     | F-102 Delta Dagger   | Hahn, Alemania                                   |        |
| 1975  | 1975     | F-106 Delta Dart     | Hahn, Alemania                                   |        |
| 1981  | 1991     | F-16 Fighting Falcon | Hahn, Alemania Al Dhafra, Emiratos Árabes Unidos |        |
| 1992  | presente | Satélites de la USAF | Schriever, Estados Unidos                        |        |

### Comandantes

#### 50.ª Ala Caza-Bombardera (1 de junio de 1949)
- Brigadier General Bruce Johnson, 1 de junio de 1949 – 1 de junio de 1951

#### 50.ª Ala Caza-Interceptora (1 de marzo de 1950)
- Brigadier General Bruce Johnson, 1 de marzo de 1950 -1 de junio de 1951

(desde su creación no estuvo activa, solo lo estuvo un día el 1 de junio de 1951)

#### 50.ª Ala Caza-Bombardera (1 de enero de 1953)
- Coronel Wallace S. Ford, 1 de enero de 1953 – 21 de julio de 1954
- Coronel Melvin F. McNickle, 22 de julio de 1954 – 23 de junio de 1955
- Coronel Fred J. Ascani, 24 de junio de 1955 – 25 de julio de 1957
- Brigadier General Henry C. Newcomer, 26 de julio de 1957 – agosto de 1959

#### 50.ª Ala de Cazas-Tácticos (8 de julio de 1958)
| - Brigadier General Henry C. Newcomer, 26 de julio de 1957 – agosto de 1959 - Coronel Frank L. Wood, agosto de 1959 - Coronel Jack S. Jenkins, 1 de septiembre de 1959 – 15 de julio de 1962 - Coronel William P. McBride, 16 de julio de 1962 – 11 de febrero de 1963 - Coronel David T. McKnight, 12 de febrero de 1963 – 8 de junio de 1964 - Coronel Louis J. Lamm, 9 de junio de 1964 – 19 de julio de 1964 - Coronel George W. McLaughlin, 20 de julio de 1964 – mayo de 1966 - Coronel Richard C. Catledge, mayo de 1966 - Coronel Robert L. Liles, 20 de mayo de 1966 – 27 de junio de 1968 - Coronel Forrest L. Rauscher, 28 de junio de 1968 – 13 de junio de 1969 - Coronel John W. Smith, 14 de junio de 1969 – 21 de abril de 1970 - Coronel William B. Craig, 22 de abril de 1970 – 16 de noviembre de 1970 - Coronel Billy F. Rogers, 17 de noviembre de 197 0– 30 de septiembre de 1971 | - Coronel William C. Norris, 1 de octubre de 1971 – 1 de enero de 1973 - Brigadier General Michael E. DeArmond, 2 de enero de 1973 – 25 de agosto de 1974 - Coronel Paul M. Ingram, 26 de agosto de 1974 – 13 de marzo de 1975 - Brigadier General James P. Albritton, 14 de marzo de 1975 – 18 de mayo de 1978 - Coronel Emery S. Wetzel, Jr., 19 de mayo de 1978 – 23 de junio de 1980 - Coronel David M. Goodrich, 24 de junio de 1980 – 28 de enero de 1982 - Brigadier General Wilfred L. Goodson, 29 de enero de 1982 – 19 de octubre de 1982 - Coronel John M. Davey, 20 de octubre de 1982 – 7 de enero de 1984 - Coronel Clifton C. Clark, Jr., 8 de enero de 1984 – 30 de julio de 1986 - Brigadier General Ben Nelson, Jr., 31 de julio de 1986 – 28 de febrero de 1988 - Coronel Roger C. Taylor, 1 de marzo de 1988 – 26 de febrero de 1990 - Coronel George W. Norwood, 27 de febrero de 1990– 30 de septiembre de 1991 |

#### 50.ª Ala Espacial (30 de enero de 1992)
| - Brigadier General Roger G. DeKok, 30 de enero de 1992 – 16 de junio de 1993 - Coronel Gregory Gilles, 17 de junio de 1993 – 3 de noviembre de 1994 - Coronel Simon P. Worden, 4 de noviembre de 1994 – 21 de marzo de 1996 - Brigadier General Glen W. Moorhead III, 22 de marzo de 1996 – 24 de abril de 1997 - Coronel Elwood C. Tircuit, 25 de abril de 1997 – 9 de junio de 1999 - Coronel Richard E. Webber, 9 de junio de 1999 – 19 de abril de 2001 - Coronel Larry D. James, 20 de abril de 2001 – 8 de junio de 2003 - Coronel Michael D. Selva (interino), 7 de febrero de 2003 – mayo de 2003 | - Coronel Suzanne M. Vautrinot, 9 de junio de 2003 – 3 de abril de 2005 - Coronel John E. Hyten, 4 de abril de 2005 – 14 de mayo de 2006 - Coronel James C. Hutto, Jr. (interino), 15 de mayo de 2006 – 13 de octubre de 2006 - Coronel John E. Hyten, 14 de octubre de 2006 - 21 de mayo de 2007 - Coronel Teresa A. H. Djuric, 22 de mayo de 2007 – 12 de junio de 2008 - Brigadier General Cary C. Chun, 12 de junio de 2008 – 20 de agosto de 2009 - Coronal Wayne Monteith, 20 de agosto de 2009 – presente |